# Hedda Hopper
Hedda Hopper (nascida Elda Furry; 2 de maio de 1890 - 1º de fevereiro de 1966) foi uma atriz e colunista de fofocas estadunidense. Era a mãe do ator William Hopper, que atuou na série televisiva Perry Mason.
Atriz de razoável sucesso no palco e na tela desde os anos 1910, em 1938 foi-lhe oferecida a oportunidade de escrever a coluna Hedda Hopper's Hollywood, para o Los Angeles Times. A partir de então, tornou-se uma influente jornalista de fofocas sobre celebridades hollywoodianas, rivalizando com sua arquirrival Louella Parsons. No auge do seu poder, na década de 1940, Hedda Hopper contava com um público de aproximadamente 35 milhões de leitores fieis. Notória por seu conservadorismo político, durante a era McCarthy, ela Hopper apontava, em sua coluna, os nomes de presumidos comunistas que estariam infiltrados no meio artístico. Ela continuou a escrever fofocas até o final da vida, atuando em muitas revistas e, mais tarde, no rádio.
Suas amizades influentes incluíam figuras como Joseph McCarthy, Howard Hughes, Ronald Reagan, J. Edgar Hoover, William Randolph Hearst. Para agradar Hearst, Hopper chegou a tentar impedir a exibição do filme Citizen Kane, de Orson Welles, em 1941. Ela também apoiou ativamente McCarthy e Reagan.
No rádio, apresentava The Hedda Hopper Show, na CBS, de 1939 a 1942, e na NBC, em 1950.
Hedda Hopper morreu no mesmo dia que Buster Keaton, com quem ela havia atuado em The Stolen Joolsen (1931), Speak Easily (1932) e no célebre Sunset Boulevard de Billy Wilder (1950).
Ela também foi personagem de três telefilmes (Gable and Lombard, de 1976, Malice in Wonderland, de 1985, Elizabeth Taylor's story, de 1995). Mais recentemente, no cinema, foi interpretada por Helen Mirren em   Trumbo, de Jay Roach, lançado em 2015. Também foi vivida por Judy Davis, na série televisiva Feud, de 2017. 

## Filmografia
- Alice in Wonderland or What's a Nice Kid Like You Doing in a Place Like This? (1966) (TV) (voz)
- Reap the Wild Wind (1942)
- I Wanted Wings (1941)
- Life with Henry (1941)
- Cross-Country Romance (1940)
- Queen of the Mob (1940)
- Laugh It Off (1939)
- That's Right—You're Wrong (1939)
- What a Life (1939)
- The Women (1939)
- Midnight (1939)
- Thanks for the Memory (1938)
- Dangerous to Know (1938)
- Maid's Night Out (1938)
- Tarzan's Revenge (1938)
- Nothing Sacred (1937)
- Vogues of 1938 (1937)
- Artists and Models (1937)
- Topper (filme) (1937)
- Dangerous Holiday (1937)
- You Can't Buy Luck (1937)
- Bunker Bean (1936)
- Dracula's Daughter (1936)
- Doughnuts and Society (1936)
- The Dark Hour (1936)
- Ship Cafe (1935)
- Three Kids and a Queen (1935)
- I Live My Life (1935)
- Alice Adams (1935)
- Society Fever (1935)
- Lady Tubbs (1935)
- One Frightened Night (1935)
- No Ransom (1934)
- Little Man, What Now? (1934)
- Let's Be Ritzy (1934)
- Apples to You! (1934)
- Bombay Mail (1934)
- Beauty for Sale (1933)
- Pilgrimage (1933)
- The Barbarian (1933)
- Men Must Fight (1933)
- The Unwritten Law (1932)
- Speak Easily (1932)
- Downstairs (1932)
- Skyscraper Souls (1932)
- As You Desire Me (1932)
- Night World (1932)
- The Man Who Played God (1932)
- Good Sport (1931)
- West of Broadway (1931)
- Flying High (1931)
- Rebound (1931)
- The Mystery Train (1931)
- The Common Law (1931)
- Shipmates (1931)
- A Tailor Made Man (1931)
- Men Call It Love (1931)
- The Prodigal (1931)
- The Easiest Way (1931)
- War Nurse (1930)
- Our Blushing Brides (1930)
- Let Us Be Gay (1930)
- Holiday (1930)
- Murder Will Out (1930)
- High Society Blues (1930)
- Such Men Are Dangerous (1930)
- A Song of Kentucky (1929)
- The Racketeer (1929)
- Half Marriage (1929)
- His Glorious Night (1929)
- Cat, Dog & Co. (1929)
- The Last of Mrs. Cheyney (1929)
- Girls Gone Wild (1929)
- Runaway Girls (1928)
- Undressed (1928)
- Green Grass Widows (1928)
- Harold Teen (1928)
- The Chorus Kid (1928)
- The Port of Missing Girls (1928)
- The Whip Woman (1928)
- Love and Learn (1928)
- Companionate Marriage (1928)
- French Dressing (1927)
- A Reno Divorce (1927)
- The Drop Kick (1927)
- One Woman to Another (1927)
- Wings (1927)
- Adam and Evil (1927)
- The Cruel Truth (1927)
- Black Tears (1927)
- Children of Divorce (1927)
- Matinee Ladies (1927)
- Venus of Venice (1927)
- Orchids and Ermine (1927)
- Obey the Law (1926)
- Mona Lisa (1926)
- Fools of Fashion (1926)
- Don Juan (1926)
- The Silver Treasure (1926)
- Lew Tyler's Wives (1926)
- Skinner's Dress Suit (1926)
- Pleasures of the Rich (1926)
- The Caveman (1926)
- Dance Madness (1926)
- Borrowed Finery (1925)
- The Teaser (1925)
- Raffles (1925)
- Zander the Great (1925)
- Dangerous Innocence (1925)
- Declassée (1925)
- Her Market Value (1925)
- The Snob (1924)
- Sinners in Silk (1924)
- Miami (1924)
- Happiness (1924)
- Why Men Leave Home (1924)
- Gambling Wives (1924)
- Another Scandal (1924)
- Reno (1923)
- Has the World Gone Mad! (1923)
- Women Men Marry (1922)
- What's Wrong with the Women? (1922)
- Sherlock Holmes (1922)
- Conceit (1921)
- The Inner Chamber (1921)
- Heedless Moths (1921)
- The New York Idea (1920)
- The Man Who Lost Himself (1920)
- The Isle of Conquest (1919)
- Sadie Love (1919)
- The Third Degree (1919)
- Virtuous Wives (1918)
- By Right of Purchase (1918)
- The Beloved Traitor (1918)
- Nearly Married (1917)
- Her Excellency, the Governor (1917)
- Seven Keys to Baldpate (1917)
- The Battle of Hearts (1916)